# Plattenfehler

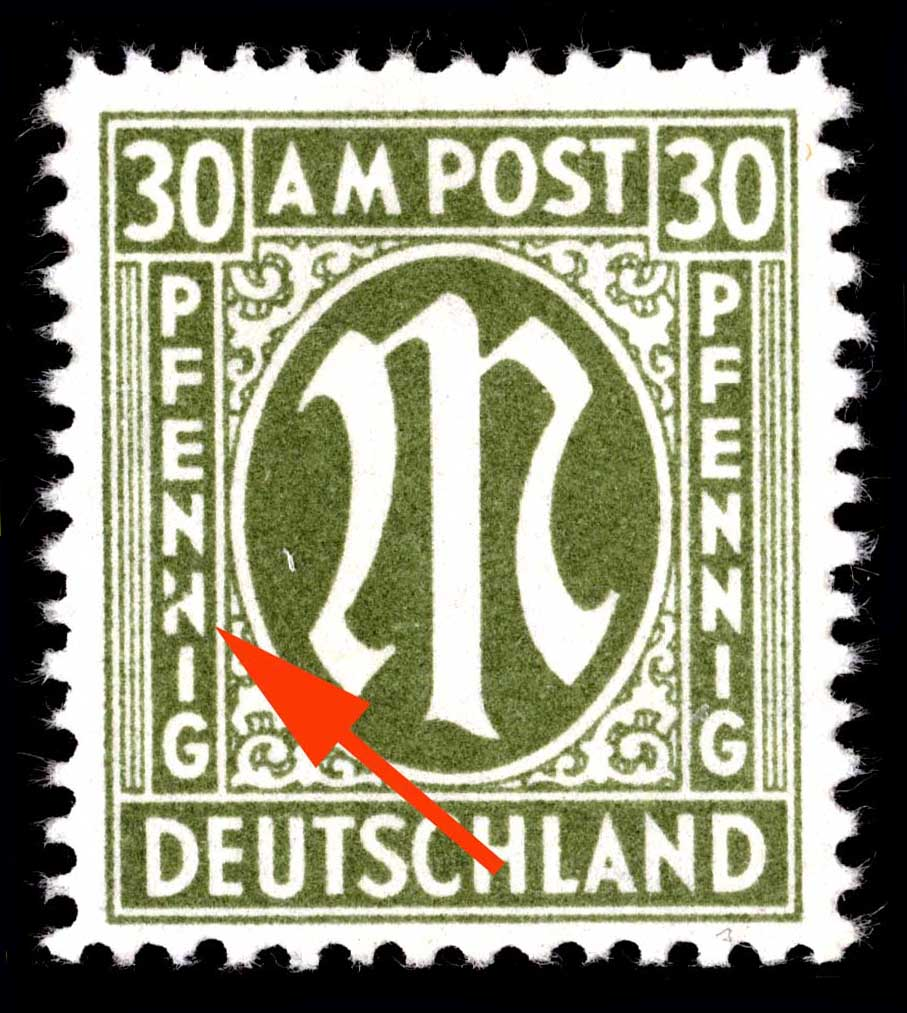
Deutsche AM Post 1948, Beispiel für einen Plattenfehler

Ein Plattenfehler bei Briefmarken ist ein Fehler auf der Druckplatte, der bei der Briefmarke eine sichtbare Abweichung von der Originalmarke bewirkt.
Ein Plattenfehler kann verschiedene Ursachen haben. Er kann bereits bei der Herstellung des ersten Druckplattenklischees entstehen (drei bis vier Druckplatten ergeben dann eine Druckwalze) und befindet sich somit in der gesamten Auflage bei allen Briefmarkenbögen auf demselben Bogenplatz. Während der Montage der Druckplatten kann es ebenfalls zu einem ungewollten Plattenfehler kommen (z. B. ein Werkzeug fällt auf eine der Druckplatten). Solch ein Fehler befindet sich dann allerdings nur auf einer der verwendeten Druckplatten und kommt somit nur auf jedem 3. bzw. 4. gedruckten Bogen vor. Plattenfehler können jedoch auch erst während des Druckvorganges entstehen (beispielsweise durch Abnutzung) oder bei Neuinstallation der Druckplatten für weitere Teilauflagen. Diese kommen dann nur in einem Teil der Auflage vor.
Plattenfehler sollten nicht mit Druckzufälligkeiten verwechselt werden. Ein Plattenfehler sieht immer gleich aus und kann eindeutig einem bestimmten Bogenplatz zugeordnet werden. Druckzufälligkeiten entstehen durch Schmutz auf der Druckplatte, sehen deshalb nie gleich aus und können nie eindeutig einem Bogenplatz zugeordnet werden.Druckzufälligkeiten werden, im Unterschied zu Plattenfehlern, nicht katalogisiert. Auch das verwenden von zu wenig bzw. zu viel Druckerfarbe führt zu Abweichungen, die ebenen falls nur Zufälligkeiten sind, aber bei besonders starken Abweichungen eine Sammlung bereichern können. 
Plattenfehler sind bei Philatelisten sehr begehrt und erhöhen den Wert einer Briefmarke oft um ein Vielfaches. Der Philatelist sammelt Plattenfehler, wenn verfügbar, gerne in Paaren oder Einheiten. Dies schützt vor Verwechselungen mit Druckzufälligkeiten oder Fälschungen (vor allem bei einem Randstück, wodurch der Bogenplatz bestimmbar wird) und ermöglicht einen guten Vergleich mit der Originalzeichnung. Gestempelte Marken erschweren durch einen überlagernden Stempelabdruck die Suche und das Erkennen von Plattenfehlern. Sie sind aber, wenn der Plattenfehler erkennbar ist, genauso gesucht und teilweise auch höher bewertet.
Plattenfehler werden manchmal (besonders größere) während des Druckvorganges entdeckt. Diese werden meistens retuschiert (vergleiche Retusche) und kommen daher nicht mehr in den folgenden Auflagen vor.

## Unterart: Merkmale

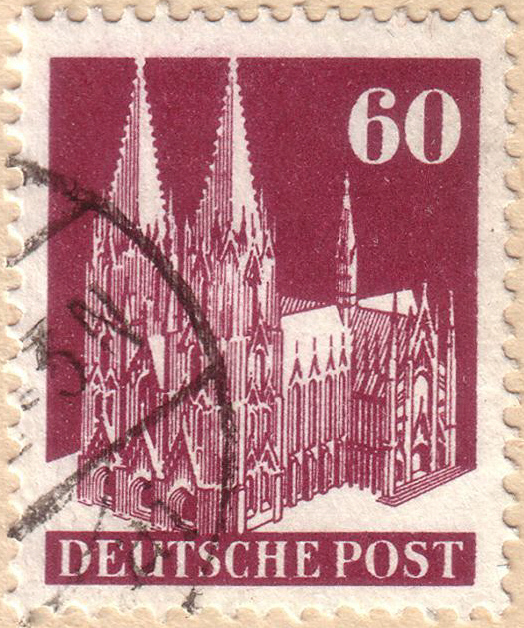
Deutsche Post, Kölner Dom, 1948, 60 Pfennig

Wenn es bei einer Briefmarke so viele und auch unterschiedliche Plattenfehler (und sichtbar retuschierte Plattenfehler) gibt, so dass es fast seltener ist ein fehlerloses Exemplar zu finden, spricht man da dann nicht mehr von Plattenfehlern, sondern von Merkmalen. Der wohl bekannteste Vertreter einer solchen Marke ist der Kölner Dom der Deutschen Bautenserie von 1948 (Wertstufen 5, 10, 25, 40, 60, 90 Pfennig).
Während der klassische Plattenfehler oft erst einmalig beim Montieren der Druckplatten entsteht (eine Druckwalze besteht aus vier Druckplatten), entstehen die hier besprochenen Merkmale bereits im frühen Stadium der Druckplatten-Herstellung. Anhand der Verteilung der vielfältigsten Fehler auf den Druckplatten unterscheidet der Spezialsammler in primäre (PM), sekundäre (SM) und tertiäre (TM) Merkmale. Bedingt durch die Fülle an unterschiedlichen und wiederkehrenden Fehlern lässt sich, bei einer Einzelmarke ohne Randstück, in der Regel keine genaue Briefmarkenbogen Platzierung im Nachhinein bestimmen.

## Beispiele für Briefmarken mit Plattenfehlern

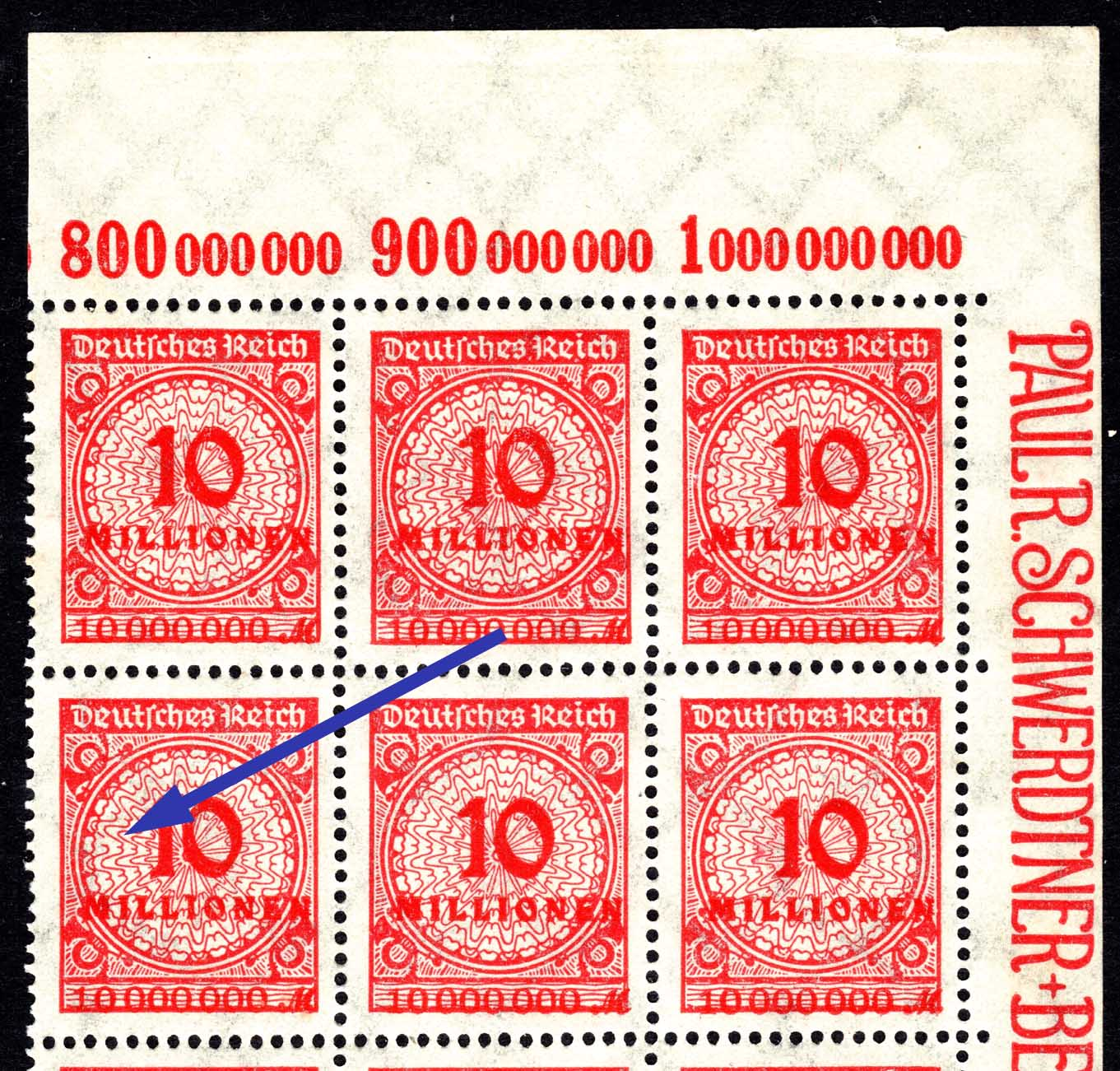
1923 'Korbdeckel' mit Plattenfehler „HT“
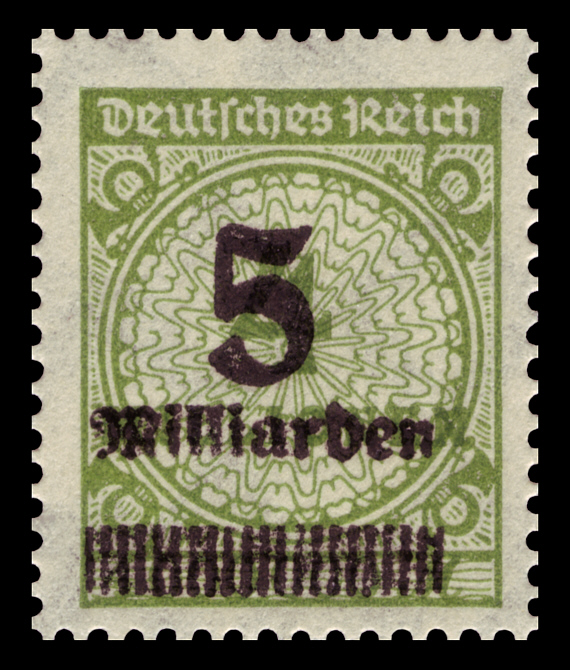
1923 'Korbdeckel' mit Plattenfehler „HT“
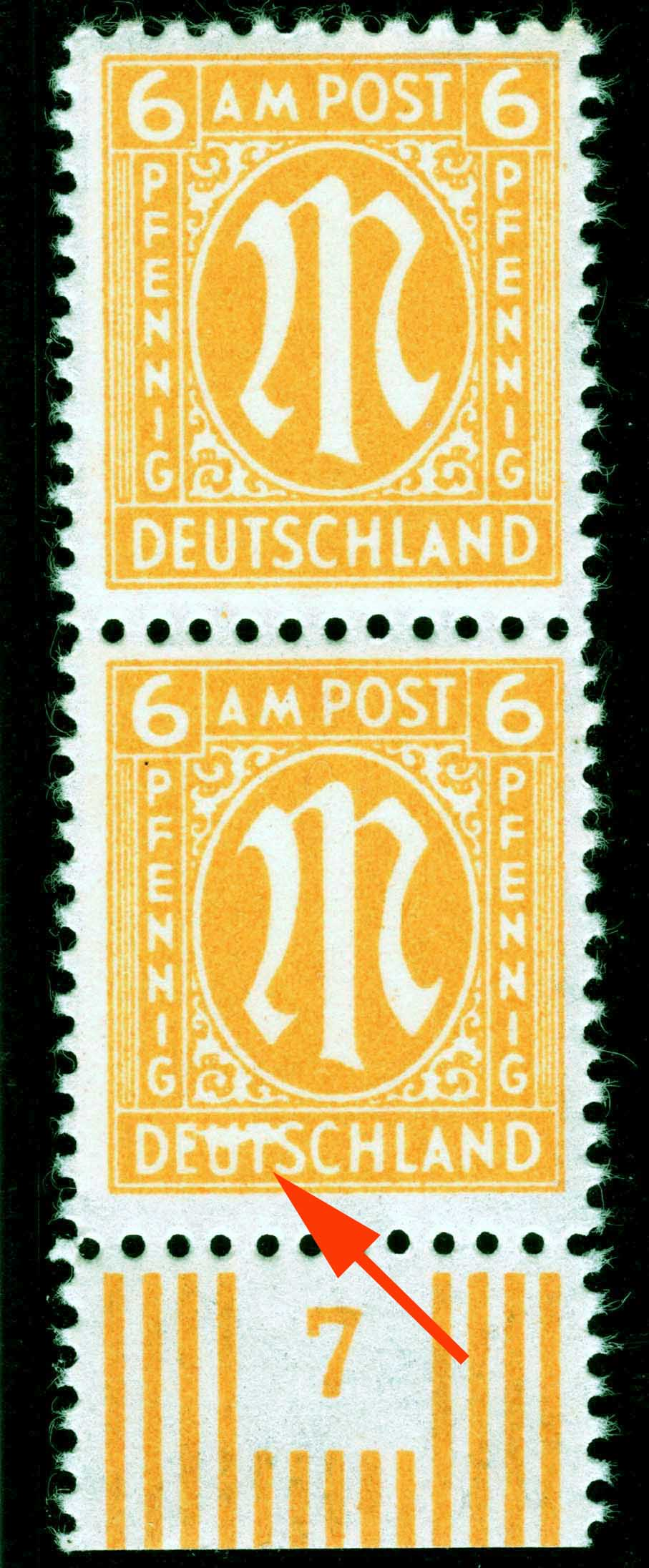
Bi-Zone
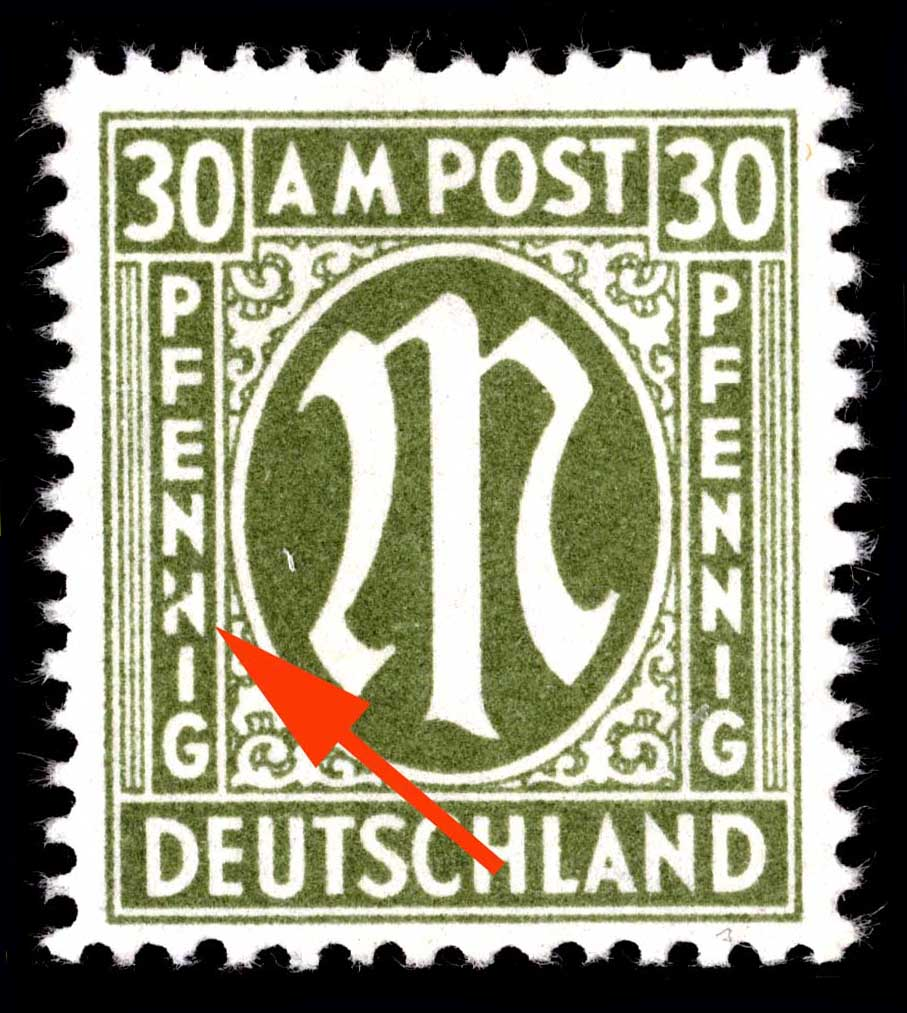
1945 Bi-Zone Plattenfehler

## Siehe auch

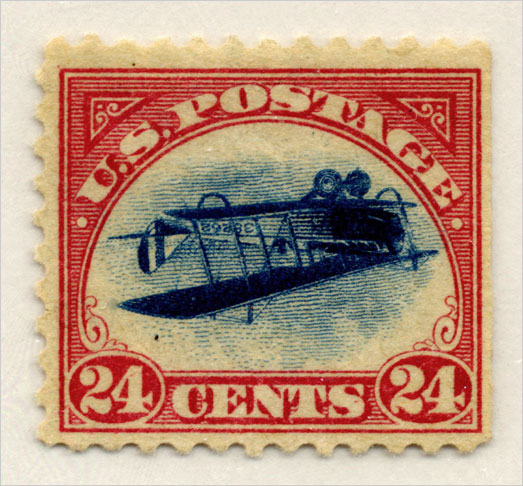
Beispiel für einen Druckfehler